# Vladislav Husák
Vladislav Husák (* 1. října 1965) je český policista, v letech 2005 až 2007 policejní prezident Policie České republiky, v letech 2013 až 2021 ředitel Krajského ředitelství policie Libereckého kraje.

## Životopis
Po dokončení základní školy studoval obor všeobecné ekonomiky na Střední ekonomické škole v Rakovníku. V roce 1983 maturoval a nastoupil na důl Nosek v Tuchlovicích jako horník-technik. V roce 1985 absolvoval vojenskou náhradní službu.
V roce 1985 nastoupil k SNB, kde po nástupní škole začal působit ve funkci regulovčíka OŘD Správy hlavního města Prahy. Na podzim roku 1986 byl převelen k Oddělení dopravních nehod v Praze, kde pracoval v různých funkcích do konce června 1996. Od roku 1993 studoval na Policejní akademii v Praze, kterou v roce 1997 ukončil bakalářskou zkouškou.
Od července 1996 pracoval jako zástupce ředitele Obvodního ředitelství Praha 5 a od září již ředitelství vedl. Po dvou letech byl 15. července 1998 zařazen na místo zástupce ředitele Správy hlavního města Prahy. Od roku 2000 pokračoval ve studiu na Policejní akademii magisterským programem, který v červenci 2002 úspěšně ukončil.
K úspěchům Husáka patří především úspěšná obrana Kongresového centra při zasedání Mezinárodního měnového fondu v Praze v roce 2000.
V září 2002 uspěl v konkurzu a od 1. prosince téhož roku zastával funkci náměstka policejního prezidenta pro uniformovanou policii. 17. srpna 2005 byl pověřen výkonem funkce policejního prezidenta a 21. září 2005 byl na návrh ministra vnitra Františka Bublana do této funkce schválen vládou ČR.
Jako policejní prezident by Husák chtěl otevřít občanům (vstřícní policisté, přívětivé služebny), zredukovat Policejní prezídium. Doufá v prosazení nového služebního zákona zahrnujícím i kariérní řád. Již jako pověřený prezident nařídil obdobu Akce Kryštof zaměřenou na dodržování dopravních předpisů policisty.
V. Husák rezignoval na post policejního prezidenta 23. března 2007 ke dni 31. března 2007 v souvislosti se šetřením jeho role v kauze biolíh a únikem utajované informace o ruském agentovi Inspekcí ministra vnitra, která údajně měla zkoumat i problematičnost důvěrných vztahů s Jitkou Mitiskovou, bývalou pracovnicí sekretariátu Ministerstva vnitra.
Po svém odchodu z postu policejního prezidenta pracoval jako zástupce ředitele služby cizinecké policie a následně se stal ředitelem policie v Libereckém kraji.
V lednu 2021 se Husák zúčastnil narozeninové oslavy bývalého poslance Petra Bendy, která se konala v teplickém hotelu v rozporu s vládními opatřeními proti šíření covidu-19. V důsledku toho jej policejní prezident Jan Švejdar z funkce ředitele policie v Libereckém kraji k 1. únoru 2021 odvolal. Na konci ledna 2021 byl však hospitalizován ve vážném stavu v nemocnici a kvůli hospitalizaci si tak své odvolání nepřevzal (formálně tedy zůstával ředitelem liberecké policie). K převzetí odvolání nakonec došlo dne 5. února 2021. K tomuto dni tedy definitivně skončil jako krajský šéf Policie ČR a začal působit jako metodik Útvaru policejního vzdělávání a služební přípravy. Ve funkci jej nahradil Ondřej Musil.
Vladislav Husák je ženatý a má dvě dcery.

## Kritika
Husákovi byla vyčítána služba u Pohotovostního pluku SNB, který mimo jiné potlačoval protikomunistické demonstrace a také pozdější vazba na advokáta Tomáše Sokola.
Byl kritizován také za neschopnost provést razantní změny během dlouholetého působení ve vedení policejních útvarů nebo za pokus o zatajení nehody svého řidiče před tehdejším policejním prezidentem Jiřím Kolářem v roce 2003. Husák také lhal o neexistenci přístupových cest k místu konání CzechTeku 2005 a podpoře zasahujícím policistům.
Novináři MF Dnes byl v červenci 2006 přistižen při jízdě rychlostí 190 km/h na rychlostní silnici Karlovy Vary – Praha. V té době si řidiči začínali zvykat na zaváděný bodový systém a výrazné zvýšení pokut za přestupky v silničním provozu. Husák se nejprve tvrdil, že předpisy dodržuje, pak se v reakci na kritiku na tři měsíce dobrovolně vzdal řidičského průkazu a věnoval 10 000 Kč na konto nadace Národ dětem. Ministr vnitra František Bublan mu jeho jednání vytkl. Bývalý policejní funkcionář Stanislav Huml, politici Ivan Langer, Martin Bursík a mnozí další vyjádřili názor, že Husák měl být řádně potrestán a bodově ohodnocen tak jako běžní řidiči.